# San Juan Ostuncalco
San Juan Ostuncalco, Ostuncalco – miasto w Gwatemali, w departamencie Quetzaltenango, położone około 14 km na zachód od stolicy departamentu miasta Quetzaltenango.  Miasto leży w rozległej kotlinie w górach Sierra Madre de Chiapas, na wysokości 2502 m n.p.m. Według danych statystycznych z 2002 roku miejscowość liczyła 22 113 mieszkańców.   

## Gmina San Juan Ostuncalco
Jest siedzibą władz gminy o tej samej nazwie, która jest jedną z 24 gmin w departamencie. Gmina w 2012 roku liczyła 33 843 mieszkańców. 
Gmina jak na warunki Gwatemali jest niewielka, a jej powierzchnia obejmuje 44 km². Ludność gminy utrzymuje się głównie z rolnictwa oraz usług i rzemiosła artystycznego. W rolnictwie dominuje hodowla bydła mięsnego a następnie uprawa kukurydzy, pozyskiwanie kauczuku naturalnego, uprawa drzew owocowych i warzyw.
Klimat gminy jest równikowy, według klasyfikacji Wladimira Köppena, należy do klimatów tropikalnych monsunowych (Am), z wyraźną porą deszczową występującą od maja do października. Ze względu na wyniesienie nad poziom morza temperatury są umiarkowane a amplituda temperatur jest dość duża i oscyluje w granicach 0–24 °C. Średnioroczna temperatura wynosi 13,6 °C.